# Plush (Oregón)
Plush es un lugar designado por el censo (en inglés, census-designated place, CDP) situado en el condado de Lake, Oregón, Estados Unidos. Según el censo de 2020, tiene una población de 39 habitantes.

## Geografía
La localidad está ubicado en las coordenadas 42°24′18″N 119°53′58″O / 42.40500, -119.89944 (42.405043, -119.899312).